# Władysław Minkiewicz (1913–1988)

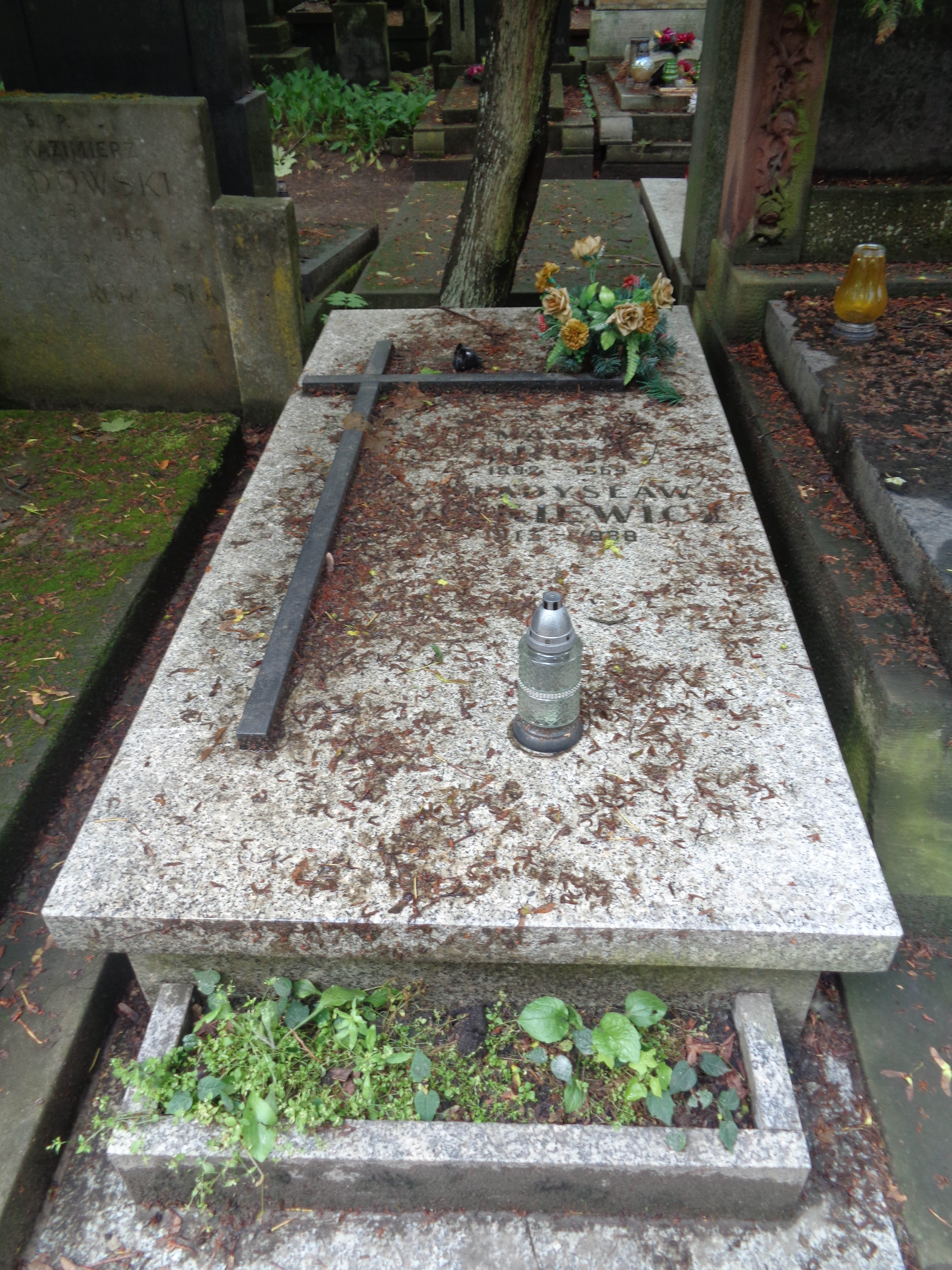
Grób Władysława Minkiewicza na cmentarzu Powązkowskim w Warszawie

Władysław Minkiewicz, ps. Iwanowski, Rudzki (ur. 8 grudnia 1913, zm. 4 lipca 1988 w Warszawie) – tłumacz literatury francuskiej i włoskiej, powstaniec warszawski.

## Życiorys
Urodził się jako syn Antoniego Minkiewicza (1881–1920), inżyniera górnika, działacza społecznego, ministra aprowizacji. Był stryjecznym bratem Janusza Minkiewicza, któremu zawdzięczał karierę tłumacza – dzięki wstawiennictwu kuzyna otrzymał propozycję przekładu Ścieżki pajęczych gniazd Itala Calvino (PIW, 1957), a po przetłumaczeniu kolejnych czterech tytułów został przyjęty do Związku Literatów Polskich.
Podczas okupacji niemieckiej był zastępcą kierownika Sekcji Ogólnej Departamentu Spraw Zagranicznych Delegatury Rządu na Kraj. W powstaniu warszawskim walczył jako ochotnik w Grupie Bojowej Armii Krajowej Krybar w III. Zgrupowaniu Konrad.
Od 1938 był mężem Teresy Marii z Małcużyńskich (1915–2001), siostry Witolda, pianisty, i Karola, dziennikarza. Mieli córkę Annę po mężu Hebanowską (ur. 1939) i syna Władysława Antoniego (ur. 1945), dziennikarza i publicystę sportowego.
Zmarł w Warszawie, pochowany na cmentarzu Powązkowskim (kwatera 50-1-4).